# Thalassia
Thalassia és un gènere de plantes amb flors que són plantes aquàtiques marines. Conté 2 espècies.

## Taxonomia
- Thalassia hemprichii (Ehrenb.) Asch. – Turtle grass (costes de l'Indopacífic occidental i central[1][2]
- Thalassia testudinum Banks ex K.D.König (Golf de Mèxic, Carib, i Bermuda)[1]